# Арсенал (стадіон, Лондон)
Арсена́л Сте́діум (англ. Arsenal Stadium), відоміший як Га́йбері (англ. Highbury) — колишній футбольний стадіон у північній частині Лондона, район Гайбері. Збудований 1913 року стадіон був домашньою ареною «Арсенала». 2006 року стадіон було зруйновано, а територію було віддано під побудову житлового комплексу. Зараз «Арсенал» грає на новому Емірейтс Стадіум.
Окрім матчів чемпіонату Англії, Гайбері приймав ігри за участі національної збірної Англії з футболу, півфінали Кубку Англії з футболу. Також там проводилися змагання з боксу, бейсболу та крикету. У 1932 році найближчу станцію лондонського метрополітену перейменували на «Арсенал». Це єдина станція «Труби», яка названа на честь футбольного клубу.

## Структура

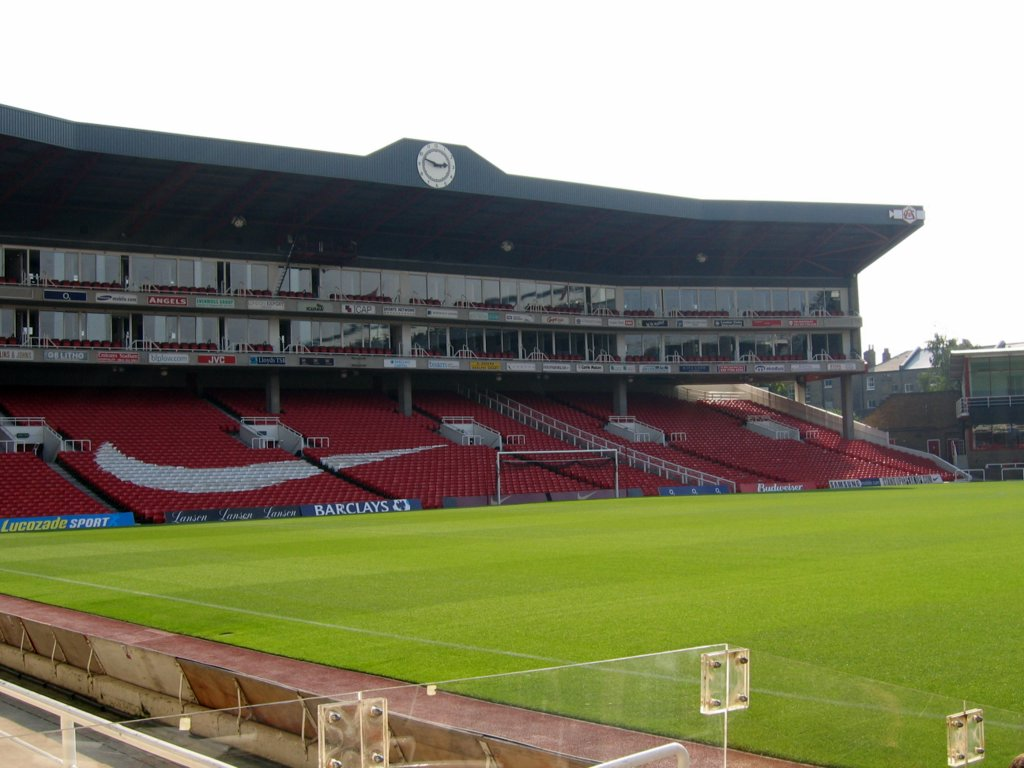
Трибуна Клок енд із боксами у 2005 році.

На момент закриття стадіон складався з чотирьох окремих трибун із сидячими місцями, поле було орієнтоване з півночі на південь, від трибуни Норс бенк (відомої раніше як Лондрі енд) до Південної трибуни, відомої як Клок енд. Східна і західна трибуни простягалися вздовж поля і були нечисленним в Британії прикладом побудови трибун у стилі ар-деко. Східна трибуна вміщувала в собі клубний офіс та була відома через свої часто згадувані в описах стадіону в змі мармурові зали (хоча підлоги насправді були зроблені із тераццо) і фасад, який виходив на Авенел-роуд. Ця трибуна є пам'яткою архітектури другого класу.